# Bi Sheng (cràter)
Bi Sheng és un cràter d'impacte situat a la cara oculta de la Lluna, prop del Pol Nord lunar. És a prop dels prominents cràters Seares, Karpinskiy i Milankovic.

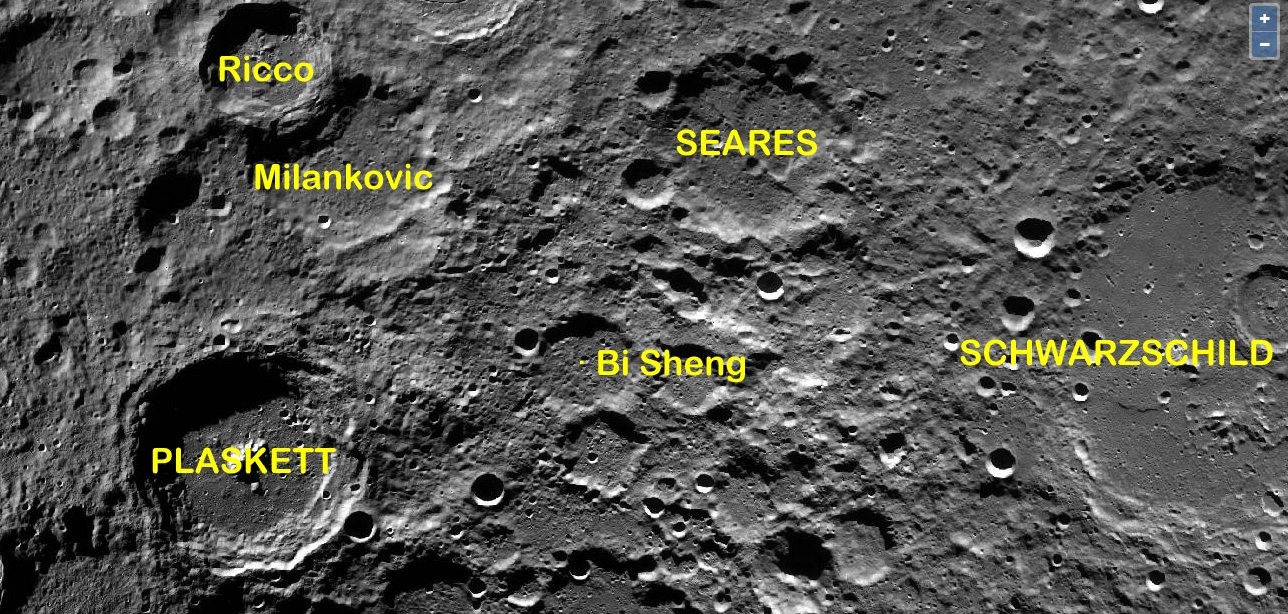
Localització de Bi Sheng (centre de la imatge)
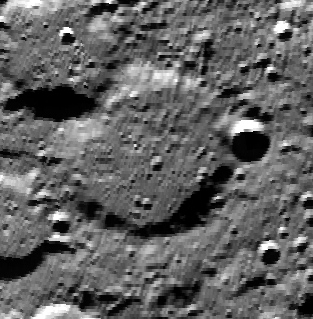
Imatge de la missió Clementine (1994)

La vora del cràter té forma circular. Moderadament erosionat, les parts sud i nord-oest de la vora estan cobertes per grans cràters. L'altura de la vora sobre el terreny circumdant és d'aproximadament 1200 m, i el volum del cràter és d'aproximadament 2500 km³. El fons del sòl de el cràter és irregular, marcat per molts cràters petits.
L'agost de 2010 va rebre el nom de l'inventor xinès Bi Sheng (990-1051) per decisió de la UAI.